# Трентіно Воллей
Трентіно Воллей, або Ітас Трентіно (італ. Trentino Volley) — італійський чоловічий волейбольний клуб із міста Тренто.

## Історія

### Колишні назви
- Ітас Діатек Трентіно — 2000–2002
- Ітас Діатек Трентіно — 2002–2013
- Діатек Трентіно — 2013–2014
- Енергія Т.і. Діатек Трентіно — 2014–2015
- Діатек Трентіно — 2015–2018
- Ітас Трентіно — 2018–

У півфіналі Суперкубка Італії 2021 здолали ВК «Sir Safety Umbria Volley» («Перуджа») 0—3.

## Поточний склад

### Гравці
Сезон 2024/2025 
| №  | Ім'я, прізвище            | Дата народження | Позиція               |
| -- | ------------------------- | --------------- | --------------------- |
| 2  | Олександр Бристот         | 08.04.2005      | Догравальник          |
| 3  | Нікола Песарезі           | 11.02.1991      | Ліберо                |
| 4  | Ян Козамерник             | 24.12.1995      | Центральний блокуючий |
| 5  | Алессандро Мікелетто      | 05.12.2001      | Догравальник          |
| 6  | Ріккардо Сбертолі         | 23.05.1998      | Зв'язуючий            |
| 8  | Марко Пеллакані           | 27.11.2004      | Центральний блокуючий |
| 10 | Габріель Гарсія Фернандес | 08.01.1999      | Діагональний          |
| 11 | Каміль Рихліцкі           | 01.11.1996      | Діагональний          |
| 12 | Джуліо Магаліні           | 14.08.2001      | Догравальник          |
| 13 | Габріеле Лауренцано       | 12.06.2003      | Ліберо                |
| 15 | Данієле Лавія             | 04.11.1999      | Догравальник          |
| 22 | Бела Барта                | 19.10.2000      | Центральний блокуючий |
| 23 | Флавіо Ґвальберто         | 22.04.1993      | Центральний блокуючий |
| 25 | Алессандро Аквароне       | 20.09.1999      | Центральний блокуючий |

## Досягнення

### Внутрішні турніри
Серія А:
- Чемпіон Італії (5): 2007/2008, 2010/2011, 2012/2013, 2014/2015, 2022/2023.
- Срібний призер (4): 2008/2009, 2009/2010, 2011/2012, 2016/2017.
- Бронзовий призер (4):  2003/2004, 2018/2019, 2020/2021, 2021/2022.

Кубок Італії:
- Володар (3): 2009/2010, 2011/2012, 2012/2013.
- Фіналіст (6): 2010/2011, 2014/2015, 2015/2016, 2016/2017, 2021/2022 2022/2023.

Суперкубок Італії:
- Володар (3): 2011/2012, 2013/2014, 2021/2022.
- Фіналіст (6): 2008/2009, 2010/2011, 2012/2013, 2015/2016, 2018/2019, 2024/2025.

### Континентальні кубки
Ліга чемпіонів ЄКВ:
- Володар (4): 2008/2009, 2009/2010, 2010/2011, 2023/2024.
- Фіналіст (3): 2015/2016,2020/2021, 2021/2022.

Кубок ЄКВ:
- Володар (1): 2018/2019.
- Фіналіст (2): 2014/2015, 2016/2017.

Клубний чемпіонат світу:
- Володар (5): 2009/2010, 2010/2011, 2011/2012, 2012/2013, 2018/2019.
- Фіналіст (2): 2022/2023, 2024/2025.

## Колишні гравці
- Лоренцо Бернарді
- Емануеле Бірареллі
- Міхал Вінярський
- Сімоне Джаннеллі
- Раян Міллар
- Аарон Расселл
- Себастьян Соле
- Тіне Урнаут
- Матей Казійський
- Сречко Лисинаць
- Німір Абдель-Азіз
- Рікардо Лукареллі

Докладніше: Категорія:Волейболісти «Трентіно»

## Тренери
- Бруно Баньйолі (2000-2003)
- Сільвано Пранді (2003-2005)
- Андреа Бураттіні (2005)
- Радамес Латтарі (2005-2017)
- Радостін Стойчев (2007-2013)
- Роберто Серніотті (2013-2014)
- Радостін Стойчев (2004-2016)
- Анджело Лоренцетті (2016-2023)
- Фабіо Солі (2023-2025)